# Barrage-poids voûte
 (janvier 2024).
Si vous disposez d'ouvrages ou d'articles de référence ou si vous connaissez des sites web de qualité traitant du thème abordé ici, merci de compléter l'article en donnant les références utiles à sa vérifiabilité et en les liant à la section « Notes et références ».

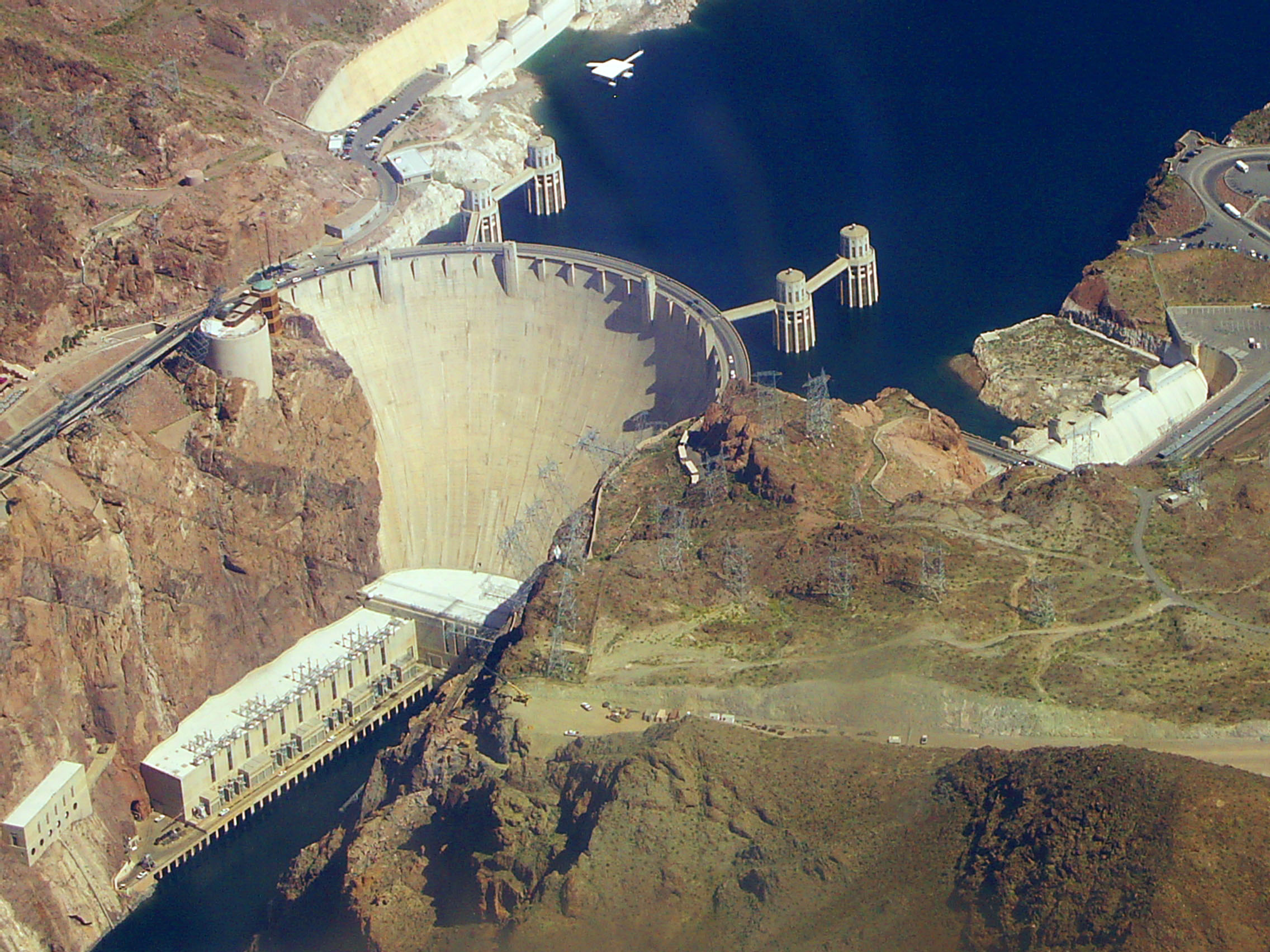
Le barrage Hoover, aux États-Unis, un exemple de barrage poids-voûte.

Un barrage-poids voûte est un type de barrage alliant à la fois les caractéristiques d'un barrage-poids et d'un barrage-voûte. Il s'agit d'un barrage qui s'incurve vers l'amont en une courbe rétrécie, dirigeant la majeure partie de la pression de l'eau contre les parois rocheuses du canyon, fournissant ainsi la force nécessaire pour comprimer le barrage.

## Caractéristiques
Les barrages-poids voûtes combinent les forces de deux formes de barrages courants. Ils sont considérés comme un compromis entre les deux. Les ouvrages sont construits en béton conventionnel, en béton compacté au rouleau (BCR) ou en maçonnerie. Les barrages-poids en arc ne sont pas renforcés, sauf au niveau du déversoir. Le barrage Hoover est un exemple typique de barrage en béton conventionnel. Le barrage de Changuinola est un exemple de barrage-poids en béton armé. Un barrage-poids nécessite un grand volume de remplissage interne. Un barrage-poids voûté peut être plus fin qu'un barrage-poids pur et nécessite moins de remplissage interne.
Un barrage de remblai en forme d'arc réduit la masse globale de la structure et le coût de la construction par rapport aux barrages purement gravitaires. Les barrages-voûtes et les barrages-poids-voûtes sont le plus souvent utilisés dans les ouvrages hydrauliques de plus de 100 m de hauteur.

## Exemples de barrages-poids voûtes
- barrage de Bort-les-Orgues, quatrième retenue la plus importante de France
- Barrage d'Okertal (Allemagne)
- Zervreila (Suisse)
- Spitallamm sur le lac du Grimsel (Suisse), le plus haut barrage du monde avec 114 m de hauteur à l'achèvement des travaux en 1932[5].
- Schlegeisspeicher (Autriche)
- Barrage de Karakaya (Turquie)
- Barrage Hoover (Boulder Dam) (États-Unis)
- Barrage de Sayano-Shushensk, le plus haut barrage à poids d'arc avec 242 m (Russie)
- Glen Canyon Dam Arizona (Grand Canyon) (États-Unis)